# 이노베이션 아카데미
이노베이션 아카데미는 소프트웨어 인재 양성과 소프트웨어 산업 발전에 기여함을 목적으로 2019년 과학기술정보통신부에서 에꼴42, 미네르바 대학교를 벤치마킹하여 설립한 교육기관이다.
 2019년 8월 1일 "재단법인 이노베이션아카데미"라는 법인명으로 설립되었다. 학장은 전영표이다.

## 주요 연혁
| 18년 8월     | ‘혁신성장 관계장관회의’ 안건 (‘혁신성장 전략 투자방향’) 상정 국무회의 안건 (이노베이션 아카데미 추진방안’) 상정 |
| 19년 2월     | 과기정통부-서울시 업무협약(서울시 입지 제공) 체결                                                               |
| 19년 3월-7월 | 이노베이션 아카데미 설립추진단 구성 및 운영                                                                     |
| 19년 6월     | 1대 학장(이민석 교수) 선발                                                                                      |
| 19년 7월     | 이노베이션 아카데미 재단 창립총회 개최                                                                          |
| 19년 8월     | 이노베이션 아카데미 재단 설립 이노베이션 아카데미 창립이사회 개최                                               |
| 19년 11월    | 소프트웨어 교육프로젝트 ‘42 SEOUL’ 교육생 선발                                                                  |
| 19년 12월    | 이노베이션 아카데미 개소식                                                                                      |

## 유관 기관
- 과학기술정보통신부
- 서울특별시
- 정보통신기획평가원